# Lamourouxia rhinanthifolia
Lamourouxia rhinanthifolia är en snyltrotsväxtart som beskrevs av Carl Sigismund Kunth. Lamourouxia rhinanthifolia ingår i släktet Lamourouxia och familjen snyltrotsväxter. Inga underarter finns listade i Catalogue of Life.